# Thelypteris biolleyi
Thelypteris biolleyi là một loài thực vật có mạch trong họ Thelypteridaceae. Loài này được (Christ) Proctor miêu tả khoa học đầu tiên năm 1953.